# Viljem Neumann
Viljem Neumann (tudi Wilhelm, kasneje Wilhelm Neumann von Wasserleonburg), koroški trgovec, podjetnik in politik, * 15. stoletje, † 1536
Neumann velja za enega najpomembnejših beljaških trgovcev svojega časa ter je najpomembnejša oseba zgodnje zgodovine rudnika živega srebra Idrija.

## Življenje in delo
Rodil se je sinu Mihaelu Neumannu mlajšemu. Njegovi predniki so trgovali na Gornjem Štajerskem. Družina Neumann se v Beljaku omenja že leta 1450. Izhajala je iz okolice avstrijskega prelaza Neumarkter Sattel.
Viljem je bil dvakrat poročen, do leta 1528 s Praksedis Strigl († 1528), hčero idrijskega podjetnika Hansa Strigla iz Lienza, nato pa z Barbaro Rumpf von Wullross. V prvem zakonu je imel hči Katarino in sina Janža. V drugem zakonu je imel štiri sinove, Wilhelma, Moritza, Georga in Michaela, ki so umrli v otroštvu, ter hči Ano Neumann Wasserleonburško.
Trgoval je z začimbami, steklovino in blagom. Bogastvo je pridobil s svojimi rudarskimi deleži v rudniku živega srebra Idrija, pri katerem je sodeloval že od leta 1504, rudniku svinca Plajberk pri Beljaku (Bleiburg) ter rudniku Steinfeld. Prva žena Praksedis mu je kot doto prinesla štiri kukse idrijskega rudnika, zato je pri rudniku deloval kot rudarski sodnik in kot solastnik obenem.
Leta 1509 ga je cesar Maksimilijan I. imenoval za rudarskega sodnika Idrije ter mu podelil pravice do osebnega grba, kar pa ga ni povišalo v plemiški stan. Maksimiljan mu je po avstrijski osvojitvi Idrije prav tako podelil 5, 1/2 in 1/4 prej beneških deležev. Skrbel je za izvrševanje rudarskih pravic posameznih rudarskih družb, sodil v sporih med rudarji in družbami ter pazil na izvajanje davka desetine pridobljenega živega srebra. Za rudniškim upraviteljem je bila funkcija druga najpomembnejša v Idriji. Leta 1510 je pričel kupovati obdelovalno zemljo. Leta 1519 je prodal 20.000 stotov živega srebra in 100 stotov cinobra iz preteklih dveh let. Neumann je s svojim trgovanjem z živim srebrom in cinobrom naredil Beljak za pomembno trgovsko središče.
Po sedmih letih sodništva se je funkciji odpovedal ter se posvetil upravi rudnika. Prevzel je trgovino z živim srebrom, leta 1533 pa so se vse tri tedanje rudarske družbe idrijskega rudnika strinjale, naj Neumann prevzame trgovino vseh treh družb. Po odstopu s funkcije rudarskega sodnika ga je do leta 1533 nadomestil Janez Wagner.
Med 1516 in 1518 je bil mestni sodnik v Beljaku (Villach).
Leta 1522 je od bratov Hansa, Andrä in Krištofa von Ungnad zu Sonnegg kupil grad Wasserleonburg in se po njem poimenoval. Leta 1524 se je preselil v Čajno (Nötsch im Gailtal) in preklical svoje mestne pravice v Beljaku. 
15. oktobra 1525 je beljaški meščan Urban Görtschacher Neumannu dolgoval 751 funtov ter nanj prepisal svoje idrijske kukse ter vse prihodnje prihodke od teh kuksov.
Leta 1525 je deželni knez Ferdinand I. Habsburški, ki je bil tudi družabnik idrijskega rudnika, posegel v trgovino živega srebra in jo monopoliziral, monopol pa podelil augsburškemu podjetju Höchstetter. Večji družabniki, med njimi tudi Viljem Neumann, so se morali posvetiti upravi in oskrbi rudnika. Po monopolni habsburški politiki je Neumann nekaj časa izvajal sledenje rude na gospostvu Špatrjan na Koroškem. Leta 1531 je Maksimiljan I. znova liberaliziral trgovino z živim srebrom.
Okrog leta 1528 je dal grad Wasserleonburg prezidati. Okrog leta 1530 je podedoval posesti v okolici Weitensfelda.
Leta 1527 se je njegova hči Katarina poročila z Ambrozijem Hochstetterjem, članu znane trgovske družine iz Augsburga, ter mu prinesla 10.000 goldinarjev dote.
16. decembra 1529 je z oskrbnikom otrok Hansa Pflügla Jorgom von Malentheimom, njihovo mater Ribeisen ter Paulom Lungabarjem sklenil pogodbo o odkupu in razdelitvi premoženja Pflügla.
Umrl je leta 1536. Kot je izrazil v svoji oporoki z binkoštnega torka je pokopan pri cerkvi sv. Jurija v Ziljski dolini. V oporoki je tudi določil, da se hčerkam proti drobljenju premoženja dodeli denarna odškodnina. Njegovo premoženje sta dedovali Barbara, ki je po njegovi smrti kupovala posestva v Ziljski dolini, ter hči Ana. Barbara je tako po Viljemovi smrti imela v lasti 18 kuksov.